# Roxarsone
La roxarsone (C6H6AsNO6), l’acide 3-nitro-4-hydroxyphénylarsonique, est un additif alimentaire pour animal organoarsénié utilisé afin de contrôler les maladies causées par les coccidies et les troubles de croissance des porcs et volailles. Il a aussi été utilisé pour la pigmentation rosée qu'il confère aux volailles. Le 6 juin 2011, la FDA a demandé le retrait temporaire de la roxarsone. L’Union européenne avait déjà interdit son utilisation en 1999.    

## Historique
Vers 1930, des recherches furent effectuées à partir de composés organiques d’arsenic afin de trouver un médicament contre la coccidiose, maladie parasitaire mortelle provoquée par une infection de coccidies. Les coccidies peuvent provoquer des problèmes intestinaux et des troubles de croissance.
La roxarsone semblait être un composé intéressant, mais il fallut attendre 1945 pour que les recherches de Morehouse et Mayfield concluent à l’utilité de la roxarsone afin de contrôler les coccidies et pour stimuler la croissance,.

## Roxarsone et volailles
Depuis, la roxarsone est ajoutée à certaines moulées de volailles[Quoi ?] à raison de 20  à   40 mg·kg-1 (22,7  à   45,4 g/tonne).  Cet additif alimentaire permet une stimulation de la croissance, une augmentation de l’appétit et de la vitesse de digestion, une augmentation de la production d’œufs et un plumage plus abondant et plus coloré.  
La roxarsone n’est pas toxique pour l’animal bien qu’elle soit un composé de l'arsenic.  En effet, elle ne se décompose presque pas dans l’organisme et est excrétée sous la même forme. Il est possible de retrouver quelques traces d’arsenic dans les tissus des volailles. Selon la US FDA (Food and Drugs Administration), la recommandation pour la teneur en arsenic pour les muscles et organes (foie, cœur) des volailles est de 0,5  et   1 mg, respectivement. Afin de respecter cette limite, les volailles sont nourries avec une nourriture ne contenant pas de roxarsone cinq jours avant l’abattage.  Cet arrêt d’apport en roxarsone permet à l’organisme de l’animal d’éliminer en grande partie l’arsenic qui s’y est accumulé.

## Fumier
La roxarsone se retrouve donc dans le fumier sans trop de modification à sa structure. Le fumier est constitué des excréments des volailles combinés au matériel absorbant qui sert de litière (ex. : copeaux de bois).  En considérant la durée de vie d’une poule (jusqu’à abattage) d’environ sept semaines, nourrie avec la moulée contenant la concentration maximale de roxarsone (45,4 mg·kg-1), cette poule excrétera 150 mg de roxarsone au cours de sa vie. Cette quantité de roxarsone résulte en une concentration théorique d’arsenic total dans le fumier de 30 à 50 mg·kg-1.
L’épandage du fumier dans les champs comme engrais est sa principale utilisation. Chaque année, environ 1 000 tonnes de roxarsone sont appliquées sur les terres agricoles mondialement. Par hectare de fumier appliqué, 60  à   250 g d’arsenic est ajouté.  
Le fumier peut aussi être entreposé dans des bâtiments étanches qui conservent le fumier à l’abri des précipitations et du soleil ou accumulé en tas pour le compostage.  Mais malgré tout, il ne s’agit généralement que d’une période d’attente de la saison d’application d’engrais dans les champs.

## Dégradation de la roxarsone
La roxarsone est stable dans le fumier frais, mais se décompose rapidement par la suite, que le fumier soit étendu dans les champs, entreposé ou composté,.  La roxarsone se dégrade en des espèces organiques et inorganiques, (MMA, DMA, As (III), As (V), produits inconnus…) mais l’As (V) est le principal produit de la dégradation.
Plusieurs facteurs vont influencer la dégradation de la roxarsone, comme la chaleur/soleil, les précipitations et les réactions biotiques et abiotiques. La roxarsone contenue dans le fumier entreposé dans des bâtiments étanches qui le conservent à l’abri du soleil et de l’eau sera moins dégradée que la roxarsone dans le fumier composté à l’extérieur. La chaleur du soleil cause l’accélération des réactions qui se produisent dans le fumier et augmente la vitesse de dégradation de la roxarsone en As (V). Les précipitations, avec leur pH acide, contribuent elles aussi à l’accélération des réactions de dégradation. Des micro-organismes participent aussi à la dégradation de la roxarsone.

## Solubilité de l’arsenic
Environ 70 à 75 % de l’arsenic contenu dans le fumier de volaille est soluble dans l’eau,. L’arsenic peut donc facilement être lessivé du fumier et du sol et contaminer les eaux de surface et souterraines,.

## Effet sur l’environnement

### Sol
Les différentes compositions des horizons de sol font en sorte que la roxarsone ne sera pas dégradée à la même vitesse. Dans l’horizon A, la composition du sol est plus organique alors que l’horizon B est composé d’oxydes de fer et d’aluminium.  Le groupement As (V) de la roxarsone s’adsorbe aux oxydes de fer pour former des complexes stables qui diminuent la dégradation de la roxarsone.  Dans l’horizon A, les complexes formés avec la matière organique et le groupement As (V) de la roxarsone sont moins fortement liés. Par contre, d’autres substances présentes dans le fumier ou dans le sol vont entrer en compétition avec les groupements As (V) pour s’adsorber aux surfaces minérales. Les anions PO43−, CO32−, SO42− et MoO42− et les acides fulviques et phytiques sont des exemples de compétiteurs qui vont réduire les complexes de roxarsone avec les minéraux et permettre l’augmentation de la dégradation.  La comparaison des concentrations d’arsenic dans un sol où l’application de fumier contenant de la roxarsone a eu lieu pendant 20 ans avec un sol où aucune application n’avait eu lieu, a permis de conclure dans une recherche que la roxarsone n’est pas une source d’apport d’arsenic dans le sol.  Par contre, certaines recherches, montrent que les sols où il y a eu application de roxarsone contiennent 5 à 10 fois plus d’arsenic soluble que des sols qui n’ont reçu aucune application.

### Eau
Puisqu’une grande partie de l'arsenic provenant de la roxarsone est soluble, les risques de contamination des eaux de surface et souterraines sont élevés. La limite de la US EPA pour la concentration dans l’eau potable est de 0,01 mg·L-1.  Une étude effectuée en 1969 a mesuré une concentration d’arsenic de 0,29 mg·L-1 dans les eaux souterraines (~ 1,50 m de profondeur) d’un champ où du fumier contenant de la roxarsone avait été appliqué pendant 20 ans.

### Air
Selon la US EPA, la recommandation pour la concentration en arsenic dans l’air pour les travailleurs est de 3,8 mg·kg-1. Une étude portant sur le transport de l’arsenic provenant du fumier de volaille a observé des concentrations élevées d’arsenic dans les poussières de maisons à proximité de champs où il y avait épandage de fumier contenant de la roxarsone. Sur les 50 maisons où les poussières ont été prélevées, 88 % avaient une concentration en arsenic supérieure à la limite permise par l'US EPA. Ces résultats amènent à la conclusion que l’arsenic provenant de l’épandage de fumier est transporté dans l’air et peut affecter les environs.

## Analyse
On peut doser l'arsenic ou la roxarsone dans des milieux tels que l'eau, l'air, le sol ou le fumier. Le dosage de l’arsenic total ou soluble peut être effectué par spectrométrie de masse à plasma couplé par induction (SM-PCI) ou par spectrométrie d'émission atomique à plasma couplé par induction (SEA-PCI). La spéciation, qui permet de distinguer entre les espèces d'arsenic, peut s’effectuer par chromatographie à échange d'ions (IC-ICP-MS) ou par chromatographie en phase liquide à haute performance (CLHP). Pour abaisser les seuils de détection, on utilise souvent un générateur d'hydrure.